# Cesare Brandi
(Cesare Brandi, Carmine, o della pittura)
Cesare Brandi (Siena, 8 aprile 1906 – Vignano, 19 gennaio 1988) è stato uno storico dell'arte e critico d'arte italiano, specialista nella teoria del restauro. Storico d'arte di formazione, si è contraddistinto per una poliedrica attività che lo ha visto scrivere nell'ambito sia della estetica contemporanea (di formazione crociana) sia della teoria del restauro, senza considerare il lungo elenco di libri nati come diari di viaggio.

## Biografia
Nato a Siena in Via di Città, si laureò in Lettere all'Università degli Studi di Firenze nel 1928. Nel 1930 Brandi ricevette l'incarico, dalla Soprintendenza ai Monumenti e Gallerie di Siena, di riordinare, catalogare e sistemare la collezione dei dipinti dell'Accademia di Belle Arti della città toscana nella nuova sede di palazzo Buonsignori.
Ventiseienne, nel 1932 dedicò il suo primo saggio d'arte contemporanea a Filippo de Pisis dopo aver visitato lo studio parigino dell'artista. Nel 1933, vinto insieme a Giulio Carlo Argan il concorso per Ispettore nei ruoli dell'Amministrazione delle Antichità e Belle Arti, passò alla Sovrintendenza ai Monumenti di Bologna. L'incarico durò circa tre anni; durante questo periodo trascorso nella città si occupò di organizzare un primo laboratorio di restauro e la "Mostra della Pittura Riminese del Trecento" (1935).
Nel 1936 assunse funzioni ispettive presso la Direzione Antichità e Belle Arti e successivamente venne nominato Provveditore agli Studi di Udine da dove fu trasferito con responsabilità miste di provveditorato e di Soprintendenza nel Governatorato delle isole italiane dell'Egeo. Nel 1938 venne richiamato al ministero dell'Educazione nazionale a Roma e, su proposta di Giulio Carlo Argan gli venne assegnato nel 1939 l'incarico di dirigere il Regio Istituto Centrale del Restauro (oggi Istituto centrale per il restauro), divenuto rapidamente la massima istituzione statale italiana nel campo del restauro dei beni culturali.
Oltre ai meriti di carattere amministrativo per la difficoltà nella gestione dei primi anni di vita dell'ICR va sicuramente sottolineata la caparbietà con la quale Brandi si rivolgeva al Ministero.
La creazione dell'ICR viene ricordata come un esempio di istituzione statale attenta al rapporto tra teoria del restauro, coscienza del fare conservazione, e pratica del restauro con caratteri ancor oggi imitati e studiati di lavoro inter-disciplinare.
L'ICR venne diretto da Cesare Brandi sino al 1959.
A partire da quella data l'impegno di Brandi si è orientato verso l'insegnamento della storia dell'arte. Brandi ha insegnato prima nell'Università degli Studi di Palermo (dove ha formato una nutrita schiera di discepoli tra i quali ricordiamo Michele Cordaro e Giuseppe Basile) e poi in quella di Roma. Nel 1947 fondò la rivista L'Immagine, che diresse fino al 1950.
Nel 1963 esce Teoria del restauro. Il piccolo manuale  costituiva un importante progresso rispetto all'opera di Giovanni Secco Suardo e rappresenta tutt'oggi uno dei punti di riferimento assoluti nell'ambito della disciplina.
Numerosi da allora sono gli scritti nell'ambito della critica d'arte.
Vittorio Rubiu (Lucca, 1928) è figlio adottivo ed unico erede di Cesare Brandi.

### La serie televisivaA tu per tu con l'opera d'arte
Brandi è autore, nel 1975, dei testi di una serie di straordinari documentari televisivi titolati A tu per tu con l'opera d'arte, frutto della collaborazione tra lo stesso Brandi e Franco Simongini (1932-1994) noto regista di documentari d'arte.

### Produzione giornalistica e polemiche
Numerose anche le produzioni in ambito giornalistico: per anni fondista culturale del Corriere della Sera producendo 560 articoli nei quali Brandi si occupa di temi come l'ambiente, la protezione del patrimonio e i restauri più o meno fortunati.
Nel 1984 fu poi vittima, assieme a Giulio Carlo Argan della beffa delle false teste di Modigliani.
La disputa tra storici d'arte a proposito della originalità o meno delle teste e la prova dell'erroneo giudizio di taluni di essi rappresenta uno degli episodi maggiormente citati nei "luoghi comuni" nei confronti dei critici d'arte

### Villa Brandi a Vignano
La residenza di Cesare Brandi a Vignano, frazione di Siena, venne lasciata in eredità allo Stato Italiano ed oggi costituisce un museo statale. La villa risale al XVI secolo e nel XVIII secolo pervenne alla famiglia Brandi; questa nel 1767 fece erigere di fronte alla costruzione principale una piccola cappella con iscrizione dedicatoria alla Vergine. L'edificio conserva l'originale aspetto di dimora padronale extraurbana senese: si sviluppa su tre livelli ed è formato da un unico corpo a pianta quadrata, con muri a scarpa e una loggia d'angolo a tre archi. La struttura del giardino risale a un intervento dei primi anni del XX secolo.
La raccolta di Brandi comprende le molte opere donategli dagli artisti amici e rappresenta una sorta di compendio della cultura figurativa italiana del Novecento, in cui compaiono i nomi più significativi del periodo: De Pisis, Morandi, Manzù, Guttuso, Mastroianni, Scialoja, Burri e molti altri. Il lascito Brandi comprende anche una ricca biblioteca, un fondo manoscritto di oltre tredicimila lettere e una raccolta fotografica di circa settemila immagini.

## Riconoscimenti
Per la sua opera di critico, Cesare Brandi ha ottenuto per due volte il Premio Feltrinelli, conferito dall'Accademia dei Lincei: nel 1958 e nel 1980.

## Opere
- Voce sola, Roma, Edizione della Cometa, 1939.
- Dialoghi di Elicona: Carmine o della pittura, Roma, Scialoja, 1945; Roma, Editori Riuniti, 1992 (4ª ed.)
- Quattrocentisti senesi, Collezione «valori plastici», Milano, Hoepli, 1949.
- La fine dell'avanguardia e l'arte d'oggi, Milano, Edizioni della Meridiana, 1952.
- Viaggio nella Grecia antica, Firenze, Vallecchi, 1954. - Collana I Grandi, Roma, Editori Riuniti, 1990-2001; Prefazione di Vittorio Sgarbi, Milano, Bompiani, 2011-2019.
- Arcadio o della Scultura, Eliante o dell'Architettura, Collana Saggi n.215, Torino, Einaudi, 1956.
- Il Tempio Malatestiano, Edizione ERI, 1956.
- Celso o della poesia, Torino, Einaudi, 1957; Roma, Editori Riuniti, 1991
- Città del deserto, Milano, Mondadori, 1958.
- Segno e immagine, Milano, Il Saggiatore, 1960; Palermo, Aesthetica Ed., 1986
- Pellegrino in Puglia, Fotografie di Angelo Ambrosini, Bari, Laterza, 1960.
- Pellegrino di Puglia, Immagini di Renato Guttuso, Bari, Editori Laterza, 1979. - Milano, Bompiani, 2018, ISBN 978-88-452-9881-3.
- Carmine o della Pittura, Collana Saggi n.299, Torino, Einaudi, 1962.
- Verde Nilo, Bari, Leonardo da Vinci, 1963.
- Le due vie, Bari, Laterza, 1966.
- Struttura e architettura, Collana Problemi attuali di scienza e di cultura, Roma, Accademia Nazionale dei Lincei, 1967. - II ed., Collana Saggi, Einaudi, Torino, 1971.
- Martina Franca, Apollinaire, 1968. - a cura di Aldo Perrone, Collana i Delfini, Milano, La nave di Teseo, 2019, ISBN 978-88-939-5031-2.
- Morandi lungo il cammino, Milano, Rizzoli, 1970. A cura di Vittorio Brandi Rubio, Collana Le Navi, Castelvecchi, Roma, 2014, ISBN 978-88-68-26259-4.
- Teoria generale della critica, Torino, Einaudi, 1974; A cura di Massimo Carboni, Editori Riuniti, Roma, 1998.
- Scritti sull'arte contemporanea, Einaudi, Torino 1976, Premio Viareggio 1977 di Saggistica[9]
- Teoria del restauro di Cesare Brandi. Lezioni raccolte da L. Vlad Borrelli, J. Raspi Serra e G.Urbani, Roma 1963 - Edizioni di Storia e Letteratura; Collana Piccola Biblioteca, Torino, Einaudi, 1977.
- Persia mirabile, Collana Letteratura n.59, Torino, Einaudi, 1978.
- Disegno della pittura italiana, Collana Saggi n.626, Torino, Einaudi, 1980.
- Diario cinese, Collana Letteratura n.67, Torino, Einaudi, 1982. Prefazione di Achille Bonito Oliva, Editori Riuniti, Roma,
- Disegno dell'Architettura italiana, Prefazione di Cesare De Seta, Collana Le Navi, Roma, Castelvecchi, 2013 [I ed. Collana Saggi, Einaudi, 1985], ISBN 978-88-7615-918-3.
- Sicilia mia, Sellerio, 1989, 3ª ed. 2003
- Pittura a Siena nel Trecento, a cura di Michele Cordaro, Collana Saggi, Torino, Einaudi, 1991.
- Terre d'Italia, Prefazione di Giulio Carlo Argan, Roma, Editori Riuniti, 1991-2005, ISBN 978-88-359-3500-1. - nuova ed. con due scritti inediti, Prefazione di Vittorio Sgarbi, a cura di Vittorio Rubiu Brandi, Milano, Bompiani, 2006-2019, ISBN 978-88-301-0200-2.
- Il restauro. Teoria e pratica, a cura di Michele Cordaro, Roma, Editori Riuniti, I ed. 1994, II ed. 2005.
- Scritti di architettura, (a cura di Giovanni Carbonara), Torino, Testo & immagine, 1996.
- La fine dell'Avanguardia, a cura di P. D'Angelo, Macerata, Quodlibet, 2008
- Musica, danza, teatro. Scritti ritrovati 1937-1986, Prefazione di Roman Vlad, Roma, Castelvecchi, 2013, ISBN 978-88-7615-876-6.
- Viaggi e Scritti Letterari, Prefazione di Franco Marcoaldi, interventi di Roberto Barzanti e Vittorio Sgarbi, Collana Classici, Milano, Bompiani, 2009, ISBN 978-88-452-6197-8.
- Scritti d'arte, a cura di Vittorio Rubiu Brandi, Collana Classici, Milano, Bompiani, 2014.